# Park Šiba
Park Šiba (japonsky 芝公園 – Šiba-kóen) je veřejný park v tokijské čtvrti Minato založený kolem chrámu Zódžódži.
Leží mezi magistrátními budovami a Tokyo Tower. Mnoho cestiček vedoucích parkem poskytuje skvělý výhled na Tokyo Tower. Proto je park populárním místem zamilovaných a často se objevuje ve filmech a televizních pořadech.
Nacházela se zde tokijská rezidence významného skotského obchodníka Thomase Glovera.